# Nyvi Estephan
Nyvi Estephan (São Paulo, 3 de agosto de 1991) é uma apresentadora, atriz, dubladora e host de eSports brasileira. Foi considerada pela imprensa especializada como a apresentadora mais requisitada de eventos de eSports da América Latina.

## Primeiros anos
Filha de artistas, pai músico e mãe artista plástica e ex-atriz, Nyvi estudou teatro, percussão, piano, saxofone, trompete e violino, e chegou a dar aulas de música em uma ONG. Em 2007, integrou grupos de percussão e cultura popular nordestina, também atuando em peças e sonoplastia.
Formou-se em Design de Moda pela Universidade Anhembi Morumbi, atuando nas áreas de coordenação, criação e assistência. Em 2010, trabalhou com operações de risco em uma corretora. Posteriormente, graduou-se em Jornalismo de Jogos Eletrônicos pela Faculdade Cásper Líbero e fez um curso avançado de Interpretação para TV na Escola de Atores Wolf Maya.

## Carreira
Nyvi Estephan deu início à sua carreira como atriz durante a adolescência, participando de episódios do programa Hermes e Renato na MTV Brasil entre os anos de 2006 e 2013. Em 2013, ela expandiu sua atuação ao campo da apresentação, envolvendo-se em campeonatos nacionais e internacionais de eSports, além de comandar live streamings.
No ano de 2016, Nyvi Estephan posou como modelo na renomada revista Playboy, sendo a protagonista da edição de outubro daquele ano. Sua participação na publicação consolidou sua presença no cenário midiático.
Em 2017, participou do longa-metragem Internet - O Filme, estrelado por diversas personalidades e youtubers brasileiros. Nesse mesmo ano, Nyvi foi contratada para apresentar o Prêmio eSports Brasil, um evento transmitido pelo SporTV.
Em 2018, tornou-se embaixadora da premiação, considerada a maior da categoria na América do Sul. No mesmo ano integrou a equipe da VIU Hub, unidade de negócios digitais da Globosat, assumindo a condução de um programa de games no YouTube no canal do SporTV. Em 2019, foi escolhida para apresentar o reality Looking For a Caster, projeto conjunto das duas plataformas. Nesse mesmo ano, conquistou um quadro no programa Esporte Espetacular, denominado "Start", e realizou a cobertura do Rock in Rio VIII para a TV Globo, marcando sua estreia na área de entretenimento da emissora. Recebeu, ainda em 2019, uma indicação ao prêmio Esports Awards na categoria "apresentadora do ano", sendo a única indicada da América Latina naquele ano e a primeira mulher sul-americana a alcançar tal feito, conquistando o terceiro lugar.
No ano de 2020, Nyvi Estephan foi confirmada como integrante da equipe de repórteres do Big Brother Brasil 20, ao lado de Fernanda Keulla e Ana Clara Lima, sendo responsável por entrevistas de rua com espectadores e boletins de notícias do programa. No mesmo ano, foi escolhida como apresentadora do reality "No Gás com JustDance" no Multishow, ao lado da cantora Lexa. Em maio de 2020, Nyvi foi nomeada embaixadora do Esports Awards na América Latina.
No ano seguinte, em 2021, Nyvi participou da campanha de lançamento do novo jogo da Riot Games, "WildRift", realizando um Drift junto ao piloto brasileiro Diego Higa, campeão do Hyperdrive, da Netflix.
Em 2022, Nyvi fez parte do elenco de dublagem brasileira do filme animado Os Caras Malvados, produzido pela DreamWorks Animation. Em 2023, ela assumiu a posição de apresentadora do Panamerican Esports Games Rio, o maior evento gamer do continente, que teve sua primeira edição no Brasil naquele ano. Pelos seus 10 anos de carreira, Nyvi Estephan foi homenageada no Prêmio eSports Brasil 2023, sendo reconhecida como "pioneira e empreendedora, uma referência para o público feminino e uma parte fundamental da história do desenvolvimento dos games no Brasil".
Em 2024 fez parte da dublagem do Brasil do filme Borderlands, dublando a Comandante Knoxx.  Desde 2022, apresenta os campeonatos de Counter-Strike: Global Offensive e Counter-Strike 2 da ESL no Rio de Janeiro, os Intel Extreme Masters.

## Vida pessoal
Entre 2013 e 2019, Nyvi Estephan manteve um relacionamento afetivo com o humorista, ator e músico Bruno Sutter, a quem conheceu enquanto trabalhava no programa Hermes & Renato. A conexão entre ambos se estabeleceu quando Nyvi, aos cerca de 13 anos, era uma admiradora do humorista, refletido até mesmo em seu login no YouTube, que era "Nysutter". Entretanto, o envolvimento romântico só ocorreu anos mais tarde, quando ambos se reencontraram no que Nyvi descreve como o "universo midiático".
O casal permaneceu junto por aproximadamente cinco anos, culminando em um pedido de casamento ao vivo no programa The Noite com Danilo Gentili, em 2016. O relacionamento chegou ao fim em dezembro de 2019, de forma amigável e consensual, segundo a apresentadora.
Cerca de seis meses após o término, Nyvi Estephan assumiu um relacionamento com o youtuber Felipe Castanhari. Após dois anos juntos, o relacionamento chegou ao fim em março de 2024.

## Filmografia

### Internet
| Ano           | Título                 | Função        |
| ------------- | ---------------------- | ------------- |
| 2015–presente | Canal Nyvi Estephan    | Apresentadora |
| 2018-2019     | Nyvilist               | Apresentadora |
| 2019          | Looking For a Caster   | Apresentadora |
| 2020          | Rede BBB               | Apresentadora |
| 2021          | Looking For a Streamer | Apresentadora |
| 2023          | PlayerON               | Apresentadora |

### Televisão
| Ano             | Título                | Personagem/Função  |
| --------------- | --------------------- | ------------------ |
| 2006 – 2013     | Hermes e Renato       | Vários personagens |
| 2017 – Presente | Prêmio eSports Brasil | Apresentadora      |
| 2019            | Start EE              | Apresentadora      |
| 2020            | No Gás do Just Dance  | Apresentadora      |
| 2020            | Big Brother Brasil    | Repórter           |
| 2022            | No Mundo da Luna      | Ela Mesma          |

### Cinema
| Ano  | Título            | Personagem       | Nota     |
| ---- | ----------------- | ---------------- | -------- |
| 2017 | Internet: O Filme | Ela mesma        |          |
| 2022 | The Bad Guys      | Srta. Tarântula  | Dublagem |
| 2024 | Borderlands       | Comandante Knoxx | Dublagem |

## Eventos
| Ano             | Título                    | Função        |
| --------------- | ------------------------- | ------------- |
| 2014-2019       | BGS (Brasil Game Show)    | Apresentadora |
| 2017 – Presente | Prêmio eSports Brasil     | Apresentadora |
| 2018-2019       | Game XP                   | Apresentadora |
| 2022 – Presente | Intel Extreme Masters RIo | Apresentadora |